# Дубровиці
Дубро́виці (рос. Дубровицы) — селище у складі Подольського міського округу Московської області, Росія.
У селищі народився Герой Радянського Союзу Забалуєв В'ячеслав Михайлович (1907-1971).

## Населення
Населення — 3362 особи (2010; 2690 у 2002).
Національний склад (станом на 2002 рік):
- росіяни — 92 %